# Mercedes-Benz W123
Автомобілі Mercedes-Benz W123 (заводське позначення серії кузова) офіційно носили індекси від «200» до «280Е» виготовлялись з грудня 1975 року до лютого 1986 року.
Серія W123 перевищила по продажам (2,6 млн.) попередника W114/W115 і стала найуспішнішою моделлю Мерседес-Бенц за всю історію фірми. Наступником W123 в 1984 році став сучасніший Mercedes-Benz W124 з багатоважільною задньою підвіскою.

## Історія

### Історія створення
Після виходу нового покоління автомобілів S-класу (серії W116) прийшла пора оновлення та середнього класу. Інженерами Мерседес-Бенц була проведена велика робота по формуванню нової серії W123 — нові рішення в дизайні, в конструкції кузова і підвіски, нові мотори (включаючи роторні Ванкеля, над якими в той час багато працював Мерседес-Бенц, нові шестициліндрові мотори, а також восьмициліндровий мотор для купе). Нова серія обіцяла бути справді передової на ті часи, але … 

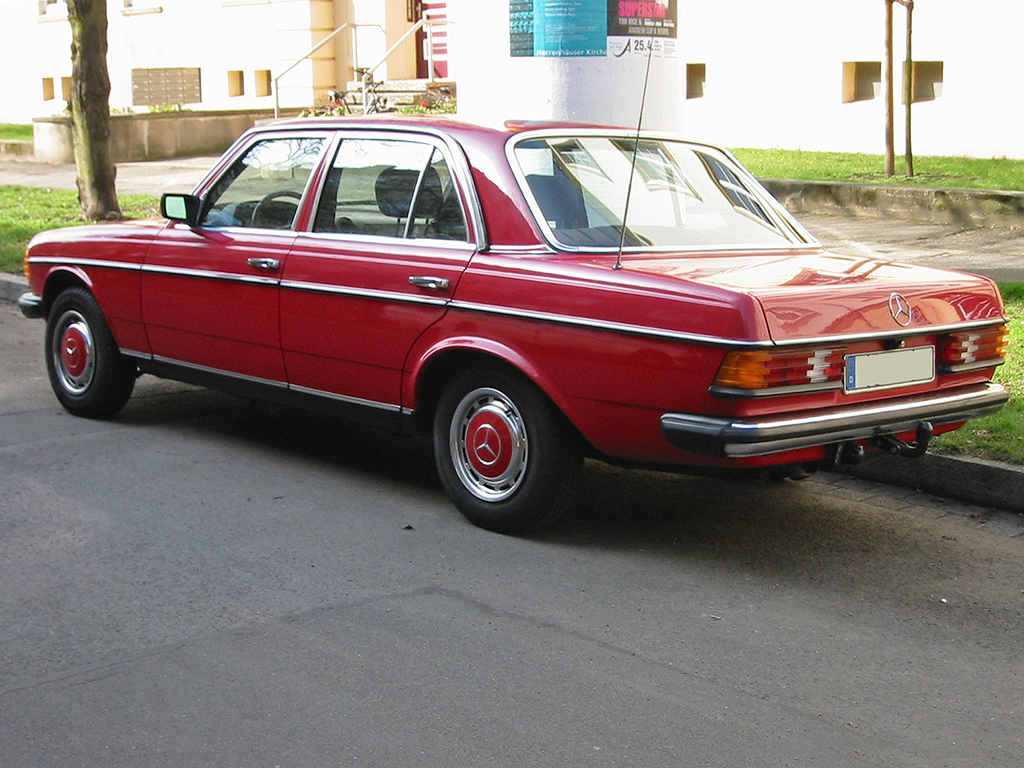
Mercedes-Benz W123

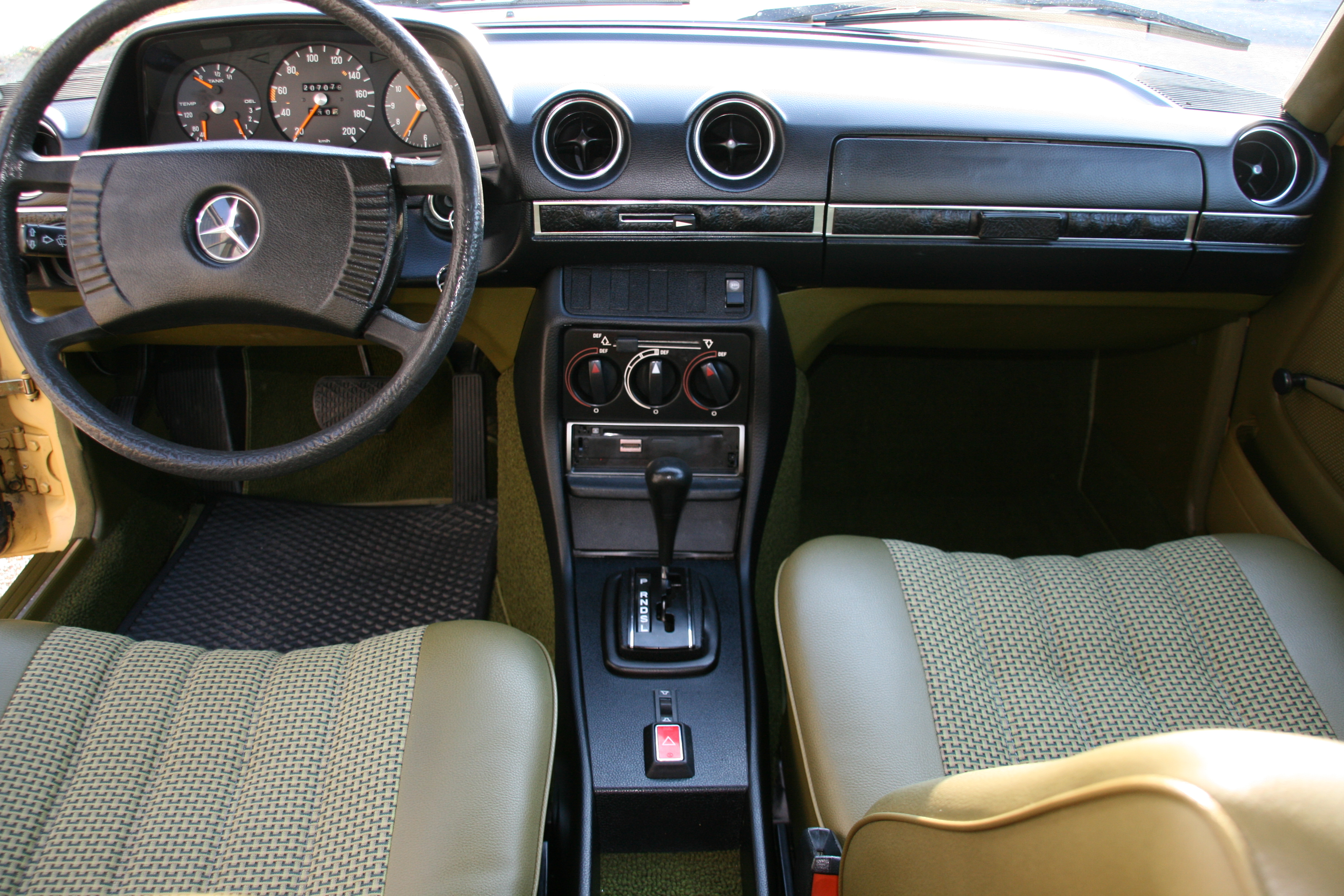
вигляд салону

Але всі плани порушила нафтова криза початку 70-х. Дива не вийшло. Ніяких інновацій, ніяких проривів — вийшов якісний автомобіль, що увібрав в себе безліч конструктивних рішень від серії W116 і попередньої серії W114/W115. У першу чергу це стосувалося пасивної безпеки пасажирів — салонна частина була посилена, були модернізовані та посилені стійки даху і сам каркас даху. Також були ретельно опрацьовані зони деформації спереду і ззаду — енергопоглинання стало відчутнішим, деформації при різних поєднаннях ударів — більш прогнозованими.
Задня підвіска з діагональними важелями була застосована від попередньої моделі, передня була взята вже від нової серії W116 — з'явилася нова схема з двома поперечними важелями і нульовим плечем обкатки. У передній підвісці з'явився стабілізатор поперечної стійкості, який був відсутній на попередніх серіях, що дозволило позбутися відчутних кренів при проходженні поворотів на високих швидкостях, а також зменшити поперечну розкачку.
З метою підвищення пасивної безпеки була застосована нова травмобезпечна конструкція рульової колонки. Тепер поворотний механізм і сама труба колонки були пов'язані спеціальним Сильфони, який запобігав зсув рульової колонки в салон при фронтальному ударі.
Замість характерних для 60-х-70-х років вертикальних фар з'явилася горизонтальні прямокутні блок-фари. Блок-фара крім основної фари ближнього / далекого світла мала ще й галогенову протитуманні фару. Молодші моделі мали круглі відбивачі та розсіювачі, старші моделі з мотором 2,8 л мали вже прямокутні фари, схожі на фари моделі W116. На відміну від S-класу, протитуманні фари розташовувалися ближче до центру. Таким чином, з середини 70-х седани всіх класів отримали штатно протитуманні фари.
З нововведень також з'явилися: 
- Обігрів заднього скла з автоматичним вимиканням;
- Автоматичне вимикання задніх противотуманок при виключенні основного освітлення (нова конструкція перемикача зовнішнього освітлення);
- Подвійне ущільнення дверей знизу;
- Опалення для водія і пасажира роздільно;
- Індикатор зносу гальмівних колодок на приладовій панелі;
- Бензобак за заднім сидінням поза зоною зминання кузова.

Спочатку W123 отримали двигуни від попередньої серії — бензинові мотори М115, М110 і дизельні мотори ОМ615, ОМ616, ОМ617. Замість старого мотора М130 від моделі 250 2.8 був встановлений абсолютно новий шестициліндровий мотор М123 об'ємом 2,5 л (прямо він замінив і мотор М114, випуск якого був припинений ще у 1972 році).
В іншому, нова серія W123 продовжила традиції надійного масового автомобіля «на кожен день», піднявши планку комфорту та якості ще вище.
Першими були запущені в серію в листопаді 1975 року моделі 280 і 280Е, але офіційно нова серія W123 була представлена публіці 28 січня 1976 моделями 200, 230, 250, 280, 280Е, 200D, 220D, 240D і 300D.
Незважаючи на критику нової серії за відсутність новизни і схожість з попередником, успіх автомобіля був очевидним — черга на нову машину сягала двох (!) Років, чим не забарилися скористатися заводські службовці — вони легко могли (і робили це:) продати свої авто з пробігом тисяч в10 кілометрів вище прейскурантних цін салонів.

### Історія випуску
Серія W123 була офіційно представлена в січні 1976 року моделями 200, 230, 250, 280 і 280Е з бензиновими моторами, а також 200D, 220D, 240D і 300D з дизельними.
Перший випуск (фактично предсерія з індексом 0,5) мав ряд дрібних недоліків, які згодом (до вересня 1976 року) були усунені. Серед таких недоліків були — деякі відкриті (необроблені) фрагменти днища кузова, відсутність гумової прокладки між бензобаком і кузовом, годинник без часовий розбивки шкали, відсутність пластикової накладки замку багажника і ін
Старші моделі 280 і 280Е крім фар, відмінних від інших моделей, також мали додаткові хромові накладки під задніми ліхтарями, а панелі салону були оброблені не пластик, а деревом «зебрано» і хромом.
У березні 1977 року на женевському автосалоні були представлені купе моделей 230C, 280C і 280CE. Всі купе відразу оснащуються прямокутними фарами, а панелі салону відбуваються деревним коренем. У купе була відсутня середня стійка і обрамлення скла, що робило їх майже кабріолетами. Для ременів безпеки була застосована оригінальна конструкція у вигляді невеликого «напливу» лінії дверей (це ж рішення пізніше було застосовано і в купе серії W126).
Усі моделі отримують нове велике рульове колесо (як на серії W116), плоску «зірку» на кришці багажника, більш прямокутні перемикачі на середній консолі, бляшане обрамлення попільнички в середній консолі, нові килимки в ногах.
За бажанням автомобілі можуть оснащуватися АКПП, а старші моделі та системою підтримки рівня задньої підвіски (регульована задня підвіска).
Восени того ж року на франкфуртській виставці представляються моделі з кузовом «універсал» (серія Т) — 240TD, 300TD, 230T, 250T і 280TE.
Крім звичайних кузовів традиційно в середньому класі виготовляються і кузова спеціального призначення — «комбі» для Швидкої допомоги, фургони, поліцейські, пожежні машини, 7/8-местние кузови для представницьких цілей, як таксі, прокатних і готельних автомобілів. Не стала винятком і серія W123.
Чергове оновлення моделей відбувається у вересні 1979 року. Усі моделі отримують нове рульове колесо (як на новій моделі W126), нові матеріали обробки салону (MB-Tex став більш схожий зовнішнім виглядом на шкіру), нові підголовники (меншого розміру), нові кольори забарвлення кузова, в приладовій панелі трикутні індикатори повторювачів повороту змінюються на стрілочки. Усі моделі штатно оснащуються ременями безпеки для задніх пасажирів, для всіх моделей пропонується регульована задня підвіска. Також всі моделі штатно оснащуються пневматичної регулюванням положення фар.
Трохи пізніше поворотний перемикач температури змінюється «коліщатком», встановлюється новий передній підлокітник, пластикові підкрилки передніх арок коліс.
В купе замість деревного кореня в обробці з'являється «зебрано».
У 1978 році приріст потужності отримали моделі 280Е (на 8 к.с.), 240D (на 7 к.с.) і 300D (на 8 к.с.). У наступному 1979 році на 5 л.с. збільшується потужність дизельної моделі 200D (і припиняється випуск моделі 220D) і на 11 к.с. бензинової моделі 250.
У червні 1980 року відбувається велике оновлення моторів: модель 200 отримує новий 2-х літровий мотор М102, інша модифікація цього мотора об'ємом 2,3 л встановлюється на нову модель 230Е (карюраторная модель 230 з мотором М115 знімається з виробництва). При підвищенні потужності моторів приблизно на 15-20% вдається домогтися зниження споживання палива на 10%.
Як експериментальний на серії W123 випробовується, а потім і впроваджується новий 3-літровий дизельний мотор з турбонаддувом. Цей мотор встановлюється на експортні варіанти автомобілів (для ринків Японії та США). Мотор має потужність в півтора рази вище за аналогічний дизельного без наддуву при практично такому ж витраті палива.
У 1981 році знімається з виробництва карбюраторних моделей 280, у виробничій гамі залишається тільки 280Е з інжектором.
Чергове велике оновлення моделей відбувається у вересні 1982 року.
Всі моделі оснащуються прямокутними фарами (як у 280Е). Також всі моделі штатно оснащуються гідропідсилювачем керма, дерев'яними вставками панелей салону, отримують електричне праве дзеркало заднього виду, більш велику лампу освітлення салону з затримкою виключення, всі кнопки і вимикачі стають більш округленими, змінюється форма спинок передніх сидінь. Прибираються вставки зі шкірозамінника в боковинах сидінь — все сидіння тепер з єдиного оббивного матеріалу. На приладовій панелі з'являється «економайзер», в черговий раз змінюються ручки і оббивка дверей зсередини. Хромові накладки на рівні дверей замінюються чорними.
280Е і купе отримують велюрові килими і обробку попільнички в передній консолі деревом, а також змінену решітку воздухозабора (з хромом).
За бажанням на автомобіль можна було встановити ABS і подушку безпеки (в рульовому колесі).
Невеликі зміни відбуваються аж до 1985 року. Так, в 1984 році змінюються замки ременів безпеки, змінюється вид багажних сіток в спинках передніх сидінь. У 1984 році за бажанням можна було встановити і каталізатор, проте цього нововведення не знайшлося справжнього застосування — надто мало ще було бензоколонок з неетилований бензином.
Серія 123 випускалася до кінця 1985 року, поступившись своїм місцем нової серії W124. Успіх W123 був безумовним — за 10 років було випущено понад 2,7 мільйонів автомобілів у різних виконаннях. Мерседес-Бенц W123 підтвердив репутацію надійного комфортного автомобіля «на кожен день». Багато хто з тих 123-х, які ми бачимо зараз на вулицях, вже відзначили 20-річчя, а то і більше. Незважаючи на солідний вік, вони також жваво «бігають» вулицями але, будучи воістину «робочими конячками». Вони ще не стали «класиками», але по праву вважаються такими.

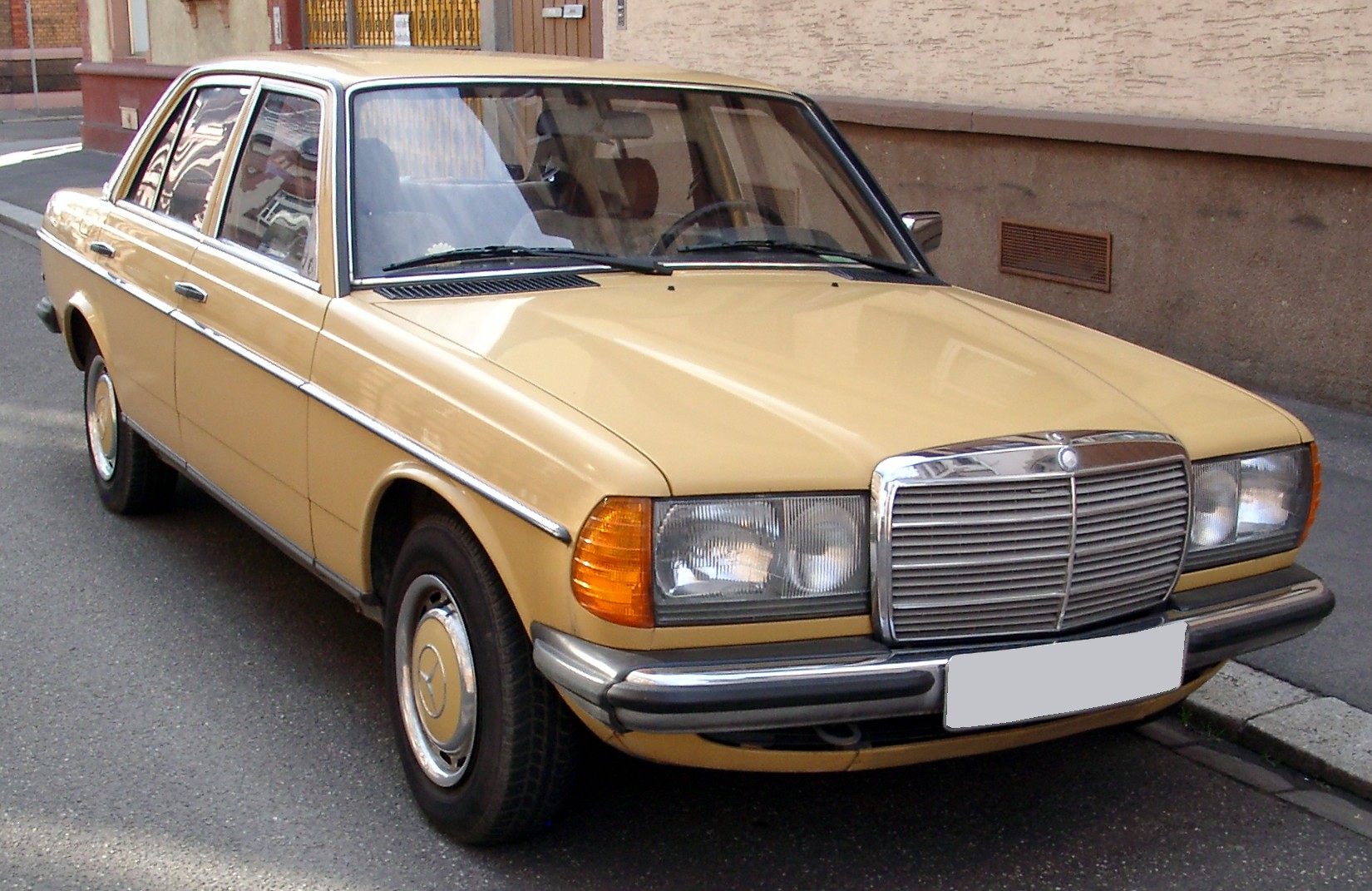
Mercedes-Benz W123 седан
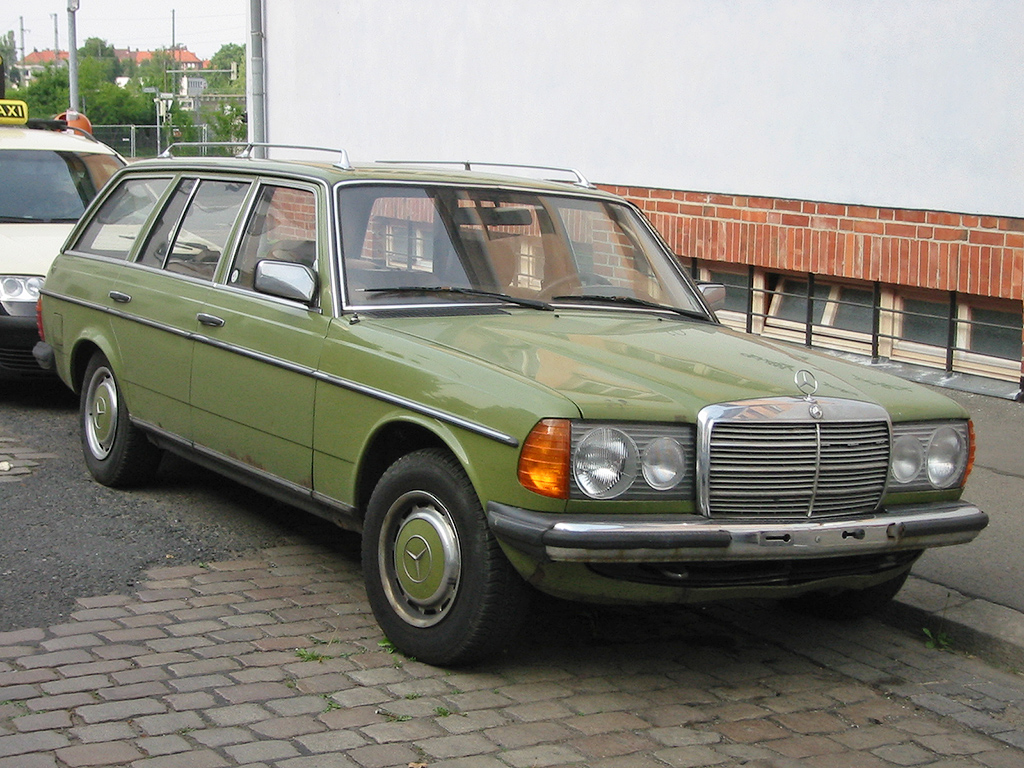
Mercedes-Benz S123 універсал
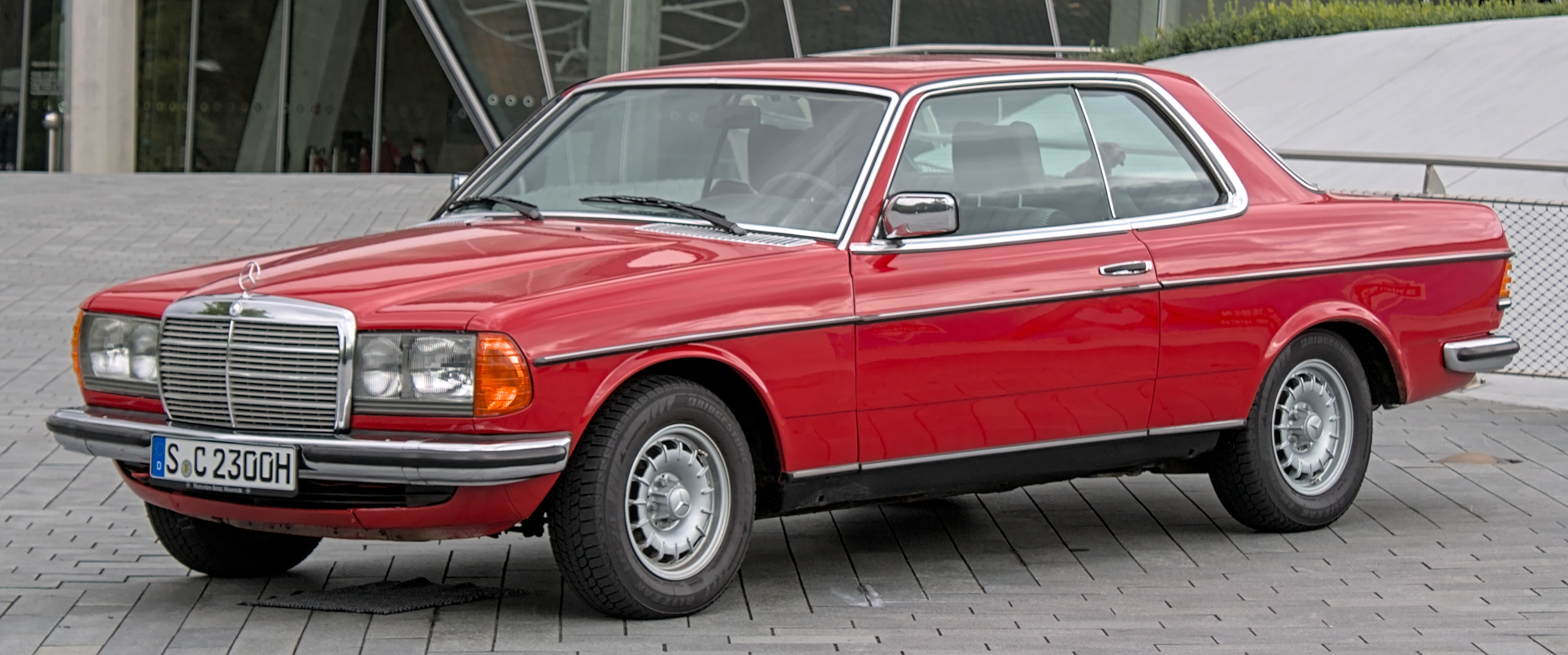
Mercedes-Benz C123 купе
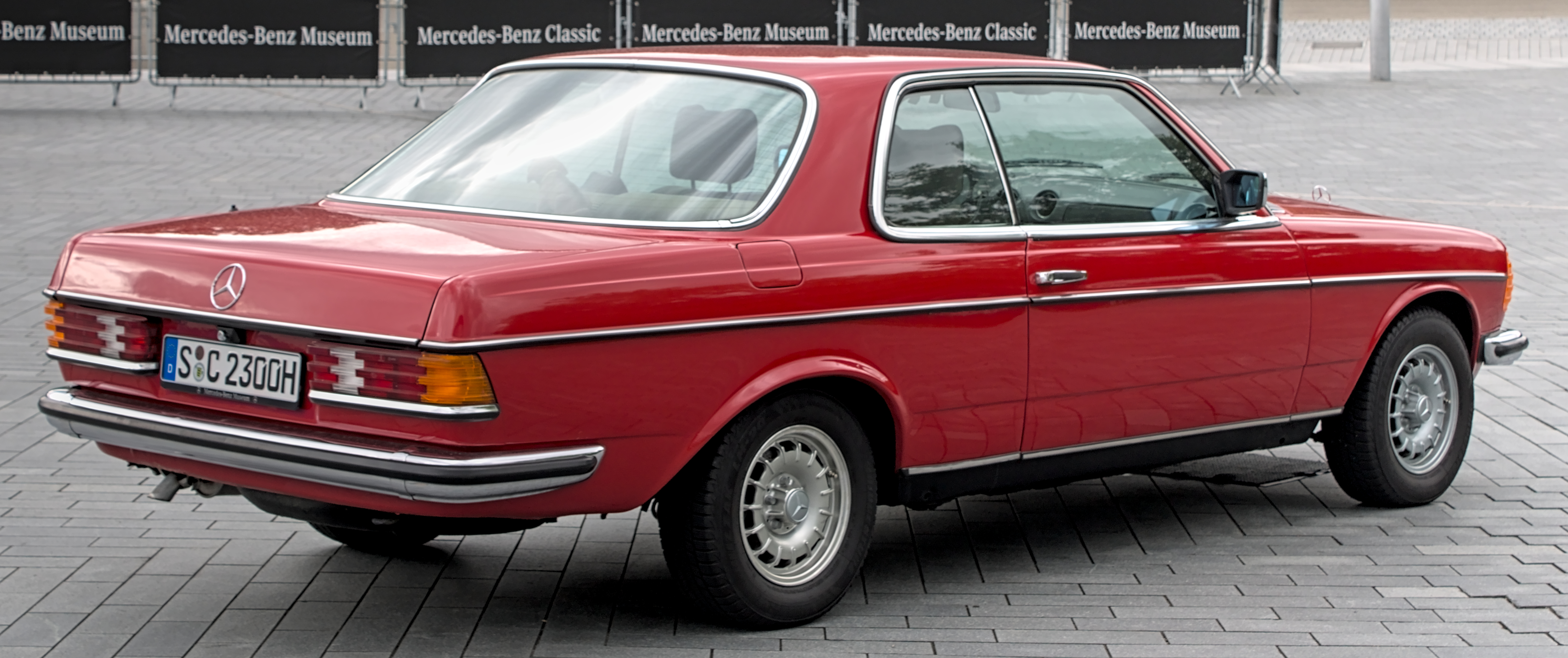
Mercedes-Benz C123 купе

## Типи кузовів серії W123
Серія W123 відрізнялась великим різноманіттям кузовів: крім класичного чотиридверного седана, виготовлявся пятидверний універсал (заводський індекс S123), який позначався додатковою літерою «Т» в індексі (приклад: Mercedes-Benz 230T), дводверне купе-хардтоп (заводський індекс C123), чотиридверний семимісний седан, але без внутрішньої перегородки за передніми сидіннями.

## Двигуни та витрата палива
Седан Mercedes-Benz W123 запропонує чимало двигунів. Найпотужнішим, серед яких, вважається 2.5-літровий шестициліндровий двигун на 129 кінських сил. До інших силових установок, якими теж можна оснастити цей автомобіль, належать: 2.0-літровий двигун 200 на 94 кінських сил, 2.3-літровий 230 на 109 конячок та 280/280Е з 156 та 177 кінськими силами відповідно. Перелік доступних дизельних двигунів теж немалий: 200D на 55 або 60 кінських сил, 240D на 65 конячок та п’ятициліндровий 300D на 80 кінських сил. Пізніше до вказаного переліку були додані бензиновий 230E та турбодизельний 300D на 125 кінських сил.
Дивлячись на вихідну потужність, стає зрозумілим, що дані двигуни не призначені для гоночних трас, але назвати двигун 280 на шість циліндрів млявим просто не можливо. Хоча потрапляючи у сучасний трафік, 2.0-літровим двигунам може трохи не вистачати швидкості реакції. Натомість, 2.3-літрові двигуни здатні забезпечити компромісом між продуктивністю та економічністю. Цей двигун влаштує і тих водіїв, які планують використовувати W123 для повсякденних поїздок.
Рівень економічності W123 становить приблизно 8,49 л/100 км, що є не таким вже і поганим результатом з урахуванням ваги та віку автомобіля. Зрозуміло, що на трасі цей показник покращиться, але водіям, зосередженим на економії, варто перейти на дизельний двигун.

## Технічні характеристики
| Седан (W123)                 |                    |              |                   |                  |
| Модель                       | Маркування двигуна | Роки випуску | Потужність в к.с. | Виготовлено штук |
| 200 D                        | OM615              | 1976–1985    | 55, з 2/1979 60   | 378.138          |
| 220 D                        | OM615              | 1976–1979    | 60                | 56.736           |
| 240 D                        | OM616              | 1976–1985    | 65, з 8/78 72     | 454.780          |
| 300 D                        | OM617              | 1976–1985    | 80, з 9/79 88     | 327.320          |
| 300 D Turbodiesel (США)      | OM617              | 1981–1985    | 121, з 10/82 125  | 75.261           |
| 200                          | M115               | 1976–1980    | 94                | 158.772          |
| 200                          | M102               | 1980–1985    | 109               | 217.315          |
| 230                          | M115               | 1976–1980    | 109               | 196.185          |
| 230 E                        | M102               | 1980–1985    | 136               | 245.876          |
| 250                          | M123               | 1976–1985    | 129, з 9/79 140   | 117.684          |
| 280                          | M110               | 1975–1981    | 156               | 33.206           |
| 280 E                        | M110               | 1975–1985    | 177, з 4/78 185   | 126.375          |
| Подовжена версія (V123)      |                    |              |                   |                  |
| 240 D Lang                   | OM616              | 1977–1985    | 65, з 8/78 72     | 3.425            |
| 300 D Lang                   | OM617              | 1977–1985    | 80, з 9/79 88     | 4.679            |
| 250 Lang                     | M123               | 1977–1985    | 129, з 9/79 140   | 5.180            |
| T-Modell (Універсал) (W123T) |                    |              |                   |                  |
| 240 TD                       | OM616              | 1978–1986    | 65, з 2/79 72     | 38.897           |
| 300 TD                       | OM617              | 1978–1986    | 80, з 9/79 88     | 37.140           |
| 300 TD Turbodiesel           | OM617              | 1980–1986    | 125               | 28.216           |
| 200 T                        | M102               | 1980–1986    | 109               | 18.855           |
| 230 T                        | M115               | 1978–1980    | 109               | 6.884            |
| 230 TE                       | M102               | 1980–1986    | 136               | 42.253           |
| 250 T                        | M123               | 1978–1982    | 129, з 9/79 140   | 7.704            |
| 280 TE                       | M110               | 1978–1986    | 177, з 4/78 185   | 19.775           |
| Купе (C123)                  |                    |              |                   |                  |
| 230 C                        | M115               | 1977–1980    | 109               | 18.675           |
| 230 CE                       | M102               | 1980–1985    | 136               | 29.858           |
| 280 C                        | M110               | 1977–1980    | 156               | 3.704            |
| 280 CE                       | M110               | 1977–1985    | 177, з 4/78 185   | 32.138           |
| 300 CD (США)                 | OM617              | 1977–1981    | 78, з 9/79 84     | 7.502            |
| 300 CD Turbodiesel (США)     | OM617              | 1981–1985    | 121, з 10/82 125  | 8.007            |
|                              |                    |              |                   |                  |

## Статистика продажів
Всього виготовили 2.696.915 екземплярів W123. З них 2.375.440 седанів, 199.517 T-Modell, 99.884 купе, 13.700 седанів з подовженою базою і 8.373 спеціальних авто. 1.080.000 автомобілів виготовили на експорт.
|             | 1975 | 1976    | 1977    | 1978    | 1979    | 1980    | 1981    | 1982    | 1983    | 1984    | 1985   | 1986 | Всього    |
| 200 M115    | 5    | 26 374  | 39 112  | 35 884  | 34 190  | 23 207  |         |         |         |         |        |      | 158 772   |
| 200 M102    |      |         |         |         | 37      | 17 606  | 54 780  | 60 670  | 44 419  | 29 652  | 10 151 |      | 217 315   |
| 200T        |      |         |         |         |         | 648     | 3142    | 3809    | 4742    | 4092    | 2422   | 5    | 18 860    |
| 230         | 9    | 32 060  | 49 426  | 42 270  | 47 739  | 23 549  | 1132    |         |         |         |        |      | 196 185   |
| 230T        |      |         |         | 1793    | 3829    | 1262    |         |         |         |         |        |      | 6884      |
| 230C        |      | 1       | 3484    | 7049    | 6538    | 1603    |         |         |         |         |        |      | 18 675    |
| 230E        |      |         |         |         | 37      | 24 997  | 62 125  | 60 777  | 50 931  | 38 298  | 8717   |      | 245 882   |
| 230TE       |      |         |         |         | 2       | 375     | 5655    | 7158    | 9731    | 9617    | 6340   | 31   | 42 284    |
| 230CE       |      |         |         |         |         | 4818    | 7192    | 6734    | 6038    | 4052    | 1024   |      | 29 858    |
| 250         | 5    | 14 915  | 25 138  | 23 306  | 21 758  | 17 447  | 8029    | 5392    | 3246    | 2232    | 1396   |      | 122 864   |
| 250T        |      |         | 1       | 1382    | 2946    | 2761    | 402     | 213     |         |         |        |      | 7705      |
| 280         | 957  | 12 821  | 7530    | 4103    | 3139    | 3477    | 1179    |         |         |         |        |      | 33 206    |
| 280C        |      | 2       | 1577    | 1243    | 757     | 125     |         |         |         |         |        |      | 3704      |
| 280E        | 607  | 17 638  | 17 651  | 14 904  | 18 383  | 17 703  | 12 723  | 10 757  | 8545    | 5946    | 1518   |      | 126 375   |
| 280TE       |      |         | 3       | 1260    | 4059    | 3614    | 1956    | 2545    | 2716    | 2293    | 1329   | 14   | 19 789    |
| 280CE       |      | 2       | 6413    | 6958    | 5091    | 4013    | 2774    | 2509    | 2237    | 1476    | 665    |      | 32 138    |
| 200D        | 5    | 36 894  | 56 378  | 49 359  | 52 834  | 56 435  | 51 152  | 44 633  | 20 444  | 9308    | 696    |      | 378 138   |
| 220D        | 4    | 16 733  | 19 323  | 19 230  | 1446    |         |         |         |         |         |        |      | 56 736    |
| 240D        | 7    | 21 247  | 40 382  | 42 816  | 62 678  | 69 908  | 73 162  | 74 627  | 44 718  | 23 338  | 1897   |      | 454 780   |
| 240TD       |      |         |         | 3003    | 6387    | 5820    | 5078    | 5881    | 5134    | 4491    | 3103   | 6    | 38 903    |
| 300D        | 9    | 28 996  | 48 605  | 49 908  | 52 296  | 50 197  | 38 858  | 30 720  | 18 773  | 10 920  | 2717   |      | 331 999   |
| 300TD       |      |         | 1       | 3144    | 1118    | 7523    | 3308    | 3712    | 3149    | 2823    | 2030   | 4    | 36 874    |
| 300CD       |      |         | 1078    | 2485    | 1834    | 1770    | 335     |         |         |         |        |      | 7502      |
| 300D turbo  |      |         |         |         |         |         | 4505    | 20 178  | 20 005  | 19 673  | 10 900 |      | 75 261    |
| 300TD turbo |      |         |         |         | 2       | 1852    | 6710    | 6302    | 4898    | 4739    | 3713   | 3    | 28 219    |
| 300CD turbo |      |         |         |         |         |         | 777     | 1985    | 2031    | 1923    | 1291   |      | 8007      |
| Total       | 1608 | 20 7683 | 316 102 | 310 097 | 337 162 | 344 085 | 344 974 | 348 602 | 251 757 | 174 873 | 59 909 | 63   | 2 696 915 |